# Olofin
Ọlọ́fin, título de Odùduwà, òrìşà creador del mundo, patriarca de los yorùbá, cabeza de la dinastía real, conocido como Ọlọ́fin ayé (regidor del mundo).
También – y en menor medida – al Ser Supremo de los yorùbá (Ọlọ́run-Olódùmarè), apodado Ọlọ́fin ọ̀run (regidor del cielo).
Por extensión se le atribuye al Ọọ̀ni (rey de Ilé-Ifẹ̀) o a cualquier rey yorùbá (por ej.: el Ọlọ́fin de Adó odò).
En Cuba, se ha visto como una ‘manifestación’ del Dios Supremo, copiando el esquema de la Trinidad cristiana (Ọlọ́run-Olódùmarè-Ọlọ́fin). Una concepción ajena a la visión yorùbá del universo.
Por idéntico motivo, se ha sincretizado con Jesucristo (rol atribuible a Odùduwà y que explica esta percepción afrocubana, dado que Oòduà es una expresión tangible del Ser Supremo, que llevó a cabo la obra de la Creación en el plano material e institucionalizó el mundo, como también explican leyendas criollas al efecto).  
Se le confunde con Odù y en esta dimensión es un valioso patrimonio de los babaláwo de matriz afrocubana, sin cuyo fundamento no pueden proceder a asentar a un nuevo aláwo. No obstante a ello, existen diferencias entre la Odù yorùbá y el Ọlọ́fin afrocubano. Empezando por su género.
En las primeras décadas del siglo XX, el fundamento de Ọlọ́fin estaba restringido a los cabezas de linaje (familias religiosas de Ifá). Se heredaba y se transmitía. El mayor del linaje era el único que tenía derecho a este.
Miguel Febles Ifátọ́lá quebró esta costumbre al tomar el Ọlọ́fin de su padre Ramón que correspondía al primogénito Panchito y lo difundió entre los onífá.
El número exacto de Ọlọ́fin que existía en Cuba no está establecido. Tras la difusión de Ifátọ́lá su número aumentó considerablemente. Así como la cantidad de babaláwo.

## Etimología
Etimológicamente Ọlọ́fin significa: ‘dueño del palacio’ (olo + ọ̀fin - poseedor del palacio). Hace referencia a la ilé ọba (casa del rey), que era la edificación más importante de una ciudad yorùbá, donde este residía de forma permanente sin salir al exterior (salvo en contadas ocasiones especiales). 
Otro término, el más asiduo es olóòfin (legislador, literalmente dueño de la ley).

## Su historia en Cuba
"Los primeros Olofins confeccionados en Cuba, como se cree, fueron producidos colectivamente en el último tercio del siglo XIX por los africanos que encabezaron Ifá, incluyendo a Adechina, Olugueré y Achadé. Los primeros herederos o receptores de los Olofins recién 'nacidos' pueden haber incluido a Asunción Villalonga, Tata Gaitán, Esteban Fernández Quiñones, Marcos y Quintín García, Ramón Febles, Periquito Pérez, Bernabé Menocal y Bernardo Rojas" (Santeria Enthroned: Art, Ritual, and Innovation in an Afro-Cuban Religion, David H. Brown, pág. 87).
Estos fueron muy celosos con dicho fundamento y rehusaban entregarlo o confeccionarlo a otros babaláwo. Tal es el caso de Asunción Villalonga, Pedro Pablo Pérez y Bernardo Rojas (op. cit. p. 326). 
Este último, se opuso a la difusión que sufrió Ọlọ́fin en manos de Miguel Febles, tras el deceso de su padre a finales de la década del 30. Ejemplo de ello fue la dependencia de su fundamento, aún después de muerto (falleció en 1959), que quedó en manos de José – Joseíto – Herrera Herrera (en vez del ahijado mayor Enrique Santa Cruz).
La expansión definitiva de Ọlọ́fin se da a partir de 1945 (aproximadamente).  
Facundo – Cundo - Sevilla, Mario Fernández (ambos de Palmira), Aurelio Estrada (Babel) (de Regla) y Walfredo Rivera (de Guanabacoa) estarían entre los que recibirían Ọlọ́fin por aquella época.
Las dificultades que creó la utilización de Ọlọ́fin como mecanismo de control y boicot, hicieron que los awónífá buscaran alternativas a su uso (ej.: la utilización de Oòduà en ìtẹ̀fá) o fuentes alternativas.
Tal fue el caso de José Miguel Gómez Barberas babaláwo iniciado en Miami que, imposibilitado de recibir Ọlọ́fin de Miguel Febles, realizó un viaje de diez días a Òşogbo, Nigeria en 1975, donde obtuvo por mediación del renombrado Ifáyẹmí Ẹlẹ́buìbọn, actual àràbà de la ciudad, entonces de 35 años de edad, un ‘Ọlọ́fin’, creando, por primera vez en la historia afrocubana, una brecha entre los fundamentos originales fundamentados en la isla y uno traído directamente de África. La naturaleza del mismo aún no está clara.

## Costumbres
Antiguamente se ‘adjudicaba’ por el mayor de la rama (ya fuera el primogénito del difunto – que debía ser babaláwo – o el ahijado de más años). Se realizaban rituales para transmitirle la titularidad del fundamento que este utilizaría o ‘prestaría’, por medio del pago de un derecho (una suma económica), para la consagración de un neófito. Tras su popularización, se volvió común recibirlo como cualquier òrìşà de àdìmú. 

## Receptáculo
Va en un recipiente cilíndrico de metal blanco (muy parecido a apẹrẹ Odù).
- Datos: Q19569722